# 130-talet f.Kr.

## Händelser
- 138 f.Kr. - Hymn till Apollo skrivs och nedtecknas på en sten i Delfi; det är världens äldsta kända nedtecknade musik med noter.
- 136 f.Kr. - Konfucianismen antas som statsreligion i Kina av kejsar Han Wudi.
- 135 f.Kr. - Det första slavkriget utbryter.
- 132 f.Kr. - Det första slavkriget tar slut, när Publius Rupilius slår ner upproret.
- 131 f.Kr. - Den första Acta diurna ("informationstavla") införs i Rom (omkring detta år).

## Födda
- 139 f.Kr. – Salome Alexandra, drottning av Judeen].
- 132 f.Kr. – Mithridates VI Eupator, kung av Pontos.

## Avlidna
- 138 f.Kr. – Attalos II av Pergamon, kung av Pergamon.
- 138 f.Kr. – Diodotus Tryfon, kung av Seleukiderna.
- 133 f.Kr. – Attalos III av Pergamon, kung av Pergamon.